# Mały Książę (album)
Mały Książę – siódmy studyjny album Marka Bilińskiego. Album został wydany w 2010 roku nakładem wydawnictwa Bi.Ma.

## Lista utworów
Źródło:.
1. „Mały Książę prolog” – 6:05
2. „Róża” – 3:12
3. „Mały Książę i bankier” – 1:22
4. „Pożegnanie Róży” – 1:33
5. „Mały Książę lądowanie” – 1:34
6. „Na Ziemi” – 7:20
7. „Na pustyni” – 1:43
8. „Katastrofa” – 3:10
9. „Pogorzelisko” – 4:31
10. „Miłość” – 5:52
11. „Rozmowa ze żmiją” – 1:30
12. „Wspomnienie Róży” – 4:41
13. „Przysługa żmiji” – 2:23
14. „Mały Książę finał” – 4:35